# Bill Berry
Pour les articles homonymes, voir Berry (homonymie).
Bill Berry, né William Thomas Berry, le 31 juillet 1958 à Duluth, Minnesota, était le batteur du groupe américain R.E.M. jusqu'en 1997. Il fut contraint de quitter le groupe dans lequel il était depuis le début à cause de problèmes de santé, pendant la tournée Monster Tour 95-96.
En avril 1997, le groupe se retrouve dans la maison de vacances de Buck à Kauai, Hawaii pour enregistrer les démos des chansons du prochain album. Le groupe cherche à réinventer son son et à intégrer des boucles de batterie et des expérimentations pour les percussions. Alors que les sessions allaient débuter en octobre, Berry décide, après des mois d'observations et de discussion avec Downs et Mills, d'annoncer aux autres membres du groupe qu'il les quitte. Berry leur dit qu'il ne partira pas si cela conduit à la fin du groupe ; en réaction, Stipe, Mills, et Buck acceptent de continuer en trio avec sa bénédiction. L'annonce publique du départ de Berry a lieu trois semaines après en octobre 1997. Berry déclare alors à la presse : « Je ne suis plus aussi enthousiaste qu'auparavant pour continuer de faire ça. (...) J'ai le plus beau métier du monde. Mais je suis prêt à me poser et réfléchir, et peut-être ne plus être une pop-star. » Stipe reconnaît que le groupe sera différent sans un de ses contributeurs majeurs : « Pour moi, Mike et Peter, en tant que R.E.M., sommes-nous encore R.E.M.? Je pense qu'un chien à trois pattes reste un chien. Il doit juste apprendre à courir différemment. »
Le groupe abandonne les sessions d'enregistrement prévues, à la suite du départ de Berry. « Sans Bill, c'était différent, perturbant », déclara Mills plus tard. « Nous ne savions pas exactement quoi faire. Nous ne pouvions pas répéter sans un batteur. » Les membres restants reprennent le travail sur l'album en février 1998 aux Toast Studios de San Francisco. Le groupe met alors fin à dix ans de collaboration avec Scott Litt et choisit Pat McCarthy pour produire l'album. Nigel Godrich est pris en tant que producteur assistant et amène avec lui l'ex-membre des Screaming Trees Barrett Martin et le batteur de tournée de Beck Joey Waronker. Les sessions sont tendues et le groupe est proche de la séparation. Bertis Downs décide une réunion d'urgence où le groupe résout ses problèmes et décide de continuer. Emmené par le single Daysleeper, Up (1998) commence par se classer dans le Top 10 aux États-Unis et au Royaume-Uni. Cependant, l'album est un échec relatif, vendu à 900 000 exemplaires aux États-Unis au milieu de l'année 1999 et à peine plus de 2 millions d'exemplaires dans le monde. Alors que les ventes américaines de R.E.M. déclinent, la base commerciale du groupe se déplace au Royaume-Uni, où le nombre d'albums de R.E.M. vendu par habitant est plus élevé que dans n'importe quel autre pays et où les singles se classent régulièrement dans le Top 20.
Un an après la sortie de Up, R.E.M. compose la musique du film retraçant la vie d'Andy Kaufman, Man on the Moon, une première pour le groupe. Le titre du film est tiré de la chanson du même nom qui figure sur l'album Automatic for the People. La chanson The Great Beyond parue en single est extraite de l'album de la bande originale du film. Elle se classe 57e en Amérique, mais obtient le meilleur classement jamais atteint par un single de R.E.M. au Royaume-Uni : no 3 en 2000.
Bill Berry est remonté ponctuellement sur scène avec R.E.M. en 2003 pour la tournée Greatest Hits Tour, et le 1er avril 2006 sur Country Feedback (tiré de Out of Time) au théâtre d'Athens, pour le 26e anniversaire du groupe. Le batteur n'a pas été remplacé. Le groupe est désormais officiellement un trio, même s'il est épaulé par des musiciens additionnels sur scène. La légende veut que Bill ait refusé un exemplaire de l'album Up (premier album studio sorti depuis son départ) en cadeau, pour aller l'acheter lui-même, comme un fan ordinaire.